# Termómetro de gas

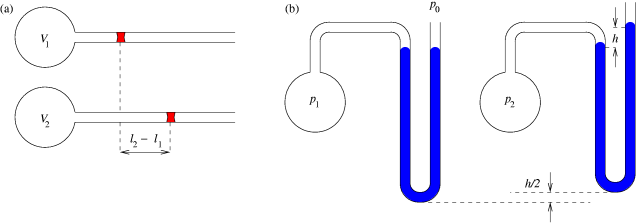
Dos variantes de termómetro de gas.

El termómetro de gas mide la temperatura por la variación del volumen o la presión de un gas.La construcción de este se basa en el experimento de Torricelli generalizado a cualquier gas que se desee.

## Funcionamiento
El termómetro de gas de volumen constante es muy preciso, tiene un margen de aplicación extraordinaria: desde -27 °C hasta 1487 °C. Pero es más complicado, por lo que se utiliza más bien como un instrumento normativo para la graduación de otros termómetros.
Al igual que en el de mercurio: se eligen dos entornos de temperaturas (ebullición y congelación de agua)se le asignan dos temperaturas( 0 y 100 en la escala celsius), y se miden las presiones correspondientes.
El termómetro de gas a volumen constante se compone de una ampolla con gas —helio, hidrógeno o nitrógeno, según la gama de temperaturas deseada— y un manómetro medidor de la presión. Se pone la ampolla del gas en el ambiente cuya temperatura hay que medir, y se ajusta entonces la columna de mercurio (manómetro) que está en conexión con la ampolla, para darle un volumen fijo al gas de la ampolla. La altura de la columna de mercurio indica la presión del gas. A partir de ella se puede calcular la temperatura.